# バスティアン・シャルロー
バスティアン・シャルロー（Bastien Chalureau、1992年2月13日 - ）は、トップ14モンペリエ・エロー・ラグビーに所属するラグビー選手。

## プロフィール
- フランス・モンダベザン出身[1]。
- ポジションはロック(LO)。
- 身長 202cm、体重 124kg
- U20フランス代表に選ばれたことがある[2]。
- フランス代表キャップは7（2024年2月現在）でラグビーワールドカップ2023のフランス代表に選ばれた[3]。

## 略歴
USAペルピニャン、ヌヴェール、トゥールーズを経て、2020年、モンペリエに加入。